# Østerbro (Odense)
 For alternative betydninger, se Østerbro (flertydig). (Se også artikler, som begynder med Østerbro)
Østerbro er en bydel i det centrale Odense. Den er defineret som det østlige centrum afgrænset af jernbanen i nord og Odense Å i syd. I perioden 2012-2016 blev der investeret 30 mio. kr. i at udvikle Østerbro. Dette har desuden ført til, at Humlebo Gruppen har bygget i området Østerlunden.

## Steder på Østerbro
- H.C. Andersens Hus - museum
- Lambda - LGBT-forening
- Møntergården - museum
- Odense Adelige Jomfrukloster
- Odense Koncerthus
- Odense Å - åen
- Odeon - kulturhus
- Sankt Albani Kirke - katolsk kirke
- Sankt Albani Skole - katolsk skole
- StudieStuen - frivilligdrevet bogcafé og kulturforening